# Diego Pereira Corrêa
Diego Pereira Corrêa, mais conhecido como Diego (Macaé, 18 de setembro de 1983), é um ex-futebolista brasileiro que atuava como lateral-esquerdo.

## Carreira

### Vasco da Gama
Diego começou a sua carreira nas divisões de base do Vasco da Gama em 1996.

### Retorno ao Macaé
Em 2014, Diego acertou sua ida ao Macaé e foi apresentado ao lado de outros dois ex-vascaínos. Caiu nas graças da torcida do Macaé, sendo destaque da equipe durante a conquista do Campeonato Brasileiro - Série C. Marcou o gol do título, na vitória sobre o Paysandu por 1 a 0.
Foi eleito um dos melhores laterais-esquerdos no Carioca de 2015, ao lado do Max, que foi um dos melhores laterais-direitos. Com suas boas atuações comandou o Macaé em sua ascensão no início do Brasileirão Série B, que chegou a ocupar a primeira colocação da competição, mas ao desenrolar do campeonato Diego apresentou uma queda significativa em seu futebol, e isso afetou diretamente o rendimento do Macaé na competição.

### CRB
Em janeiro de 2016 foi transferido ao CRB. Com a saída de Paulo Sérgio, Diego logo ganhou espaço na equioe titular e atuou em quase todos os jogos da campanha do CRB no título do Campeonato Alagoano. No primeiro jogo da final, contra o CSA, Diego foi quem abriu o placar para o CRB, ajudando o Galo a vencer por 2 a 0. Fez mais um gol na partida contra o Vasco da Gama em São Januário pela segunda fase da Copa do Brasil. Em 2017 seguiu como titular e atuou em todos os jogos da campanha do tricampeonato estadual novamente contra o CSA na final. Em 15 de julho fez um gol na vitória sobre o Internacional por 2 a 0 no Estádio Rei Pelé em partida válida pela 14° rodada do Campeonato Brasileiro - Série B de 2017.

### Doping
Diego foi pego no doping, no exame no jogo dia 7 de março, contra o Santos, o exame apontou a presença da substância Benzoylecgonine, principal metabólito da cocaína. Atualmente encontra-se em Macaé, sua cidade natal. Por conta de sua formação como engenheiro de petróleo foi contratado para o cargo de gerente de operações da Bacia de Campos na Petrobras.

## Títulos
Macaé
- Campeonato Brasileiro - Série C: 2014

CRB
- Campeonato Alagoano: 2016,  2017

América-RN
- Copa RN: 2019
- Campeonato Potiguar: 2019

### Prêmios Individuais
- Melhor lateral-esquerdo do Campeonato Brasileiro - Série C: 2014